# シックスマン
シックスマン(6th Man、第六の男)とは、バスケットボールの試合において、ベンチスタートのサブメンバーの中でも特に活躍できる選手。

## 概要
バスケットボールではコートに立てるのは5人であり、スターティングメンバーと同様に活躍できる6番目の選手であるところに由来する。通常はスターティングメンバーに主力選手を置くのが普通であるが、シックスマンは単なる控えメンバーとは異なり、中盤でゲームの流れを自軍有利に変えるためになど、特別な使われ方をされることも多い。実際は監督の戦術や作戦によるところが大きい。
シックスマンという戦術・役割を生み出したのはボストン・セルティックスのレッド・アワーバックだとみなされている。

## シックスマンの特徴・傾向
単なる控え選手と区別して、シックスマンと呼ばれる選手には以下のような特徴・傾向がある。
- ゲームの中で最初にスターターと交替する控え選手で、他の控え選手よりも出場頻度が高い。
- ベンチスタートであるものの、スターティングメンバーと同等、時にはそれを上回るプレー時間を記録する。
- 複数のポジションを問題なくこなせるユーティリティープレーヤーが選ばれることが多い。

## シックスマンの起用例
- 弱点を有する選手の起用

高い能力を持ちながらも、上背がなかったりディフェンスが弱かったりスタミナがなかったりと、穴があるためスタメンとして使いにくい選手。アンダーサイズのスコアラーやビッグショットを持つベテランなど様々で大半はこのタイプに当てはまる。
（例）
ジャマール・クロフォード
ベン・ゴードン
ロバート・オーリー
リアンドロ・バルボサ
ネイト・ロビンソン
- スターター級選手の起用

バスケットボールでは基本的に選手の交代が自由に認められており、特に競った試合では選手の休憩も重要な作戦となる。そこで主力であるスタメンを休ませている間の戦力ダウンを防ぐ為、主力級の選手をシックスマンとして使うケースである。
（例）
マヌ・ジノビリ
ジェイソン・テリー
マイク・ミラー
- ユーティリティープレーヤーの起用

複数のポジションをこなす事ができるユーティリティープレーヤーをシックスマンに置く事で、臨機応変な戦術を立てることができる。
（例）
ボリス・ディアウ
トニー・クーコッチ
ラマー・オドム

## 代表的なシックスマン
NBAにおいてもシックスマンは非常に重視されており、NBAシックスマン賞も設けられている。
- 1960年代のボストン・セルティックスのジョン・ハブリチェックはシックスマンとしてセルティックス黄金期に貢献する。優れた選手が多かったために控えとして起用されたがチームへの貢献度は明らかに高かった。シックスマンながらチームで最も出場時間の多い選手であり、得点でもチーム首位ないし2位だった。

- 1980年代のボストン・セルティックスのケビン・マクヘイルは、インサイド陣にロバート・パリッシュとセドリック・マックスウェルが居たためシックスマンとして起用されチームの勝利に貢献しNBAシックスマン賞を2回受賞した。

- シカゴ・ブルズのトニー・クーコッチは1995-1998のブルズ3連覇においてシックスマンとして大活躍することになる。クーコッチは、同じポジションにスコッティ・ピペンがいたこととフィル・ジャクソンの戦術によりシックスマンとなる。複数のポジションをこなせるクーコッチは要所でチームの流れを変えるプレーを見せて勝利に貢献した。

- 2006-07シーズン、NBAファイナルを制覇したサンアントニオ・スパーズは、過去に優勝した際の中心選手だったマヌ・ジノビリをシックスマンとして活用する戦術を立てて優勝している。

- ジェームズ・ハーデンは、2011-2012シーズン、オクラホマシティ・サンダーでNBAシックスマン賞を受賞後、ヒューストン・ロケッツに移籍し[1]、スターターとしてチームの看板選手となった。

## 脚註
1. ↑  Oklahoma City Thunder trades James Harden to Houston---NewsOK.com